# Syndflod (film)
|  | Denne artikel er oprettet af botten Steenthbot ud fra en ekstern database. Den kan derfor have sproglige fejl eller mangler. Denne skabelon kan fjernes efter kontrol af indholdet. |

Syndflod er en dansk kortfilm fra 2010 instrueret af Michael Berents Bojesen.

## Medvirkende
- Simon Noiers
- Camilla Gottlieb